# إريك بولوك
اريك بولوك (بالإنجليزية: Eric Bullock)‏ هو لاعب كرة قاعدة أمريكي، ولد في 16 فبراير 1960 في لوس أنجلوس في الولايات المتحدة.

## وصلات خارجية
- إريك بولوك على موقع دوري كرة القاعدة الرئيسي (الإنجليزية)
- إريك بولوك على موقعبيزبول رفرنس.كوم (الدوري الرئيسي) (الإنجليزية)
- إريك بولوك على موقعبيزبول رفرنس.كوم (الدوري الثانوي) (الإنجليزية)
- إريك بولوك على موقع إي إس بي إن.كوم (أم.أل.بي) (الإنجليزية)
- إريك بولوك على موقع مشجعي الرسوم البيانية (الإنجليزية)